# FC Spartak Plovdiv
FC Spartak Plovdiv é uma equipe da bulgária de futebol com sede em Plovdiv.

## Historia
O Spartak foi fundado em 15 de novembro de 1947, depois de ter evoluído de três clubes anteriores de Plovdiv - Levski, Septemvri e Udarnik. O clube é uma referência ao herdeiro romano Spartacus. Esta referência também explica o apelido do clube - The Gladiators (Búlgaro: Гладиаторите). As primeiras cores da equipe do clube foram escolhidas no mesmo ano, e logo o Spartak foi caracterizado por uma camisa azul, vermelha e branca.
As décadas de 1950 e 1960 eram a idade de ouro do Spartak, passando esse tempo no A PFG. O clube já foi campeão da Bulgária (em 1963), em segundo lugar no ano anterior, e vencedores da Copa da Bulgária (em 1958).
O clube participou da UEFA Champions League("formato antigo') pela primeira vez em 1963-64 contra KF Partizani Tirana (0: 1, 3: 1) e vs PSV Eindhoven (0: 1, 0: 0). A segunda participação continental foi na Taça das Cidades com Feiras em 
1966-67 vs o S.L. Benfica (1: 1, 0: 3). Em 1964, o Spartak chegou à final da Copa dos Balcãs, perdendo para o FC Rapid Bucureşti,(1: 1 em casa e 0:fora).
Em 1967, Spartak foi fundido com SSK Akademik e PFC Botev Plovdiv em um novo clube - AFD Trakia. Um Spartak independente não voltou a surgir até 1982. O clube passou o período de 1982 a 1994 na segunda e terceira divisões. Na temporada 1993--94, o Spartak terminou em 2º lugar no B PFG, e se qualificou novamente para o A PFG, após 27 anos de intervalo. Mas duas temporadas depois, o time relegou novamente para B PFG. O clube se fundiu em 1998 com Komatevo Sokol`94 e foi renomeado Spartak-S`94. Este permaneceu o nome oficial do clube até a temporada 2001-02.

## Titúlos
- Liga Profissional Búlgara de Futebol A
- campeão :(1)

1963
- vice :(1)

1962
- Copa da Bulgária
- campeão :(1)

1958
- vice :(2)

1955, 1959